# Фрязево
Фря́зево (рос. Фрязево) — селище у складі Електростальського міського округу Московської області, Росія.

## Населення
Населення — 672 особи (2010; 600 у 2002).
Національний склад (станом на 2002 рік):
- росіяни — 89 %